# METAR
In meteorologia aeronautica il METAR (acronimo di METeorological Aerodrome Report) è un messaggio contenente le informazioni meteorologiche, emesso nella maggior parte dei casi in ambito aeroportuale.

## Emissione di un messaggio METAR
La cadenza di emissione può essere "oraria" o "semioraria" in base al tipo di traffico che sostiene l'aeroporto; l'emissione semioraria avviene ai minuti 20 e 50 di ogni ora (il bollettino principale, emesso anche dagli aeroporti con emissione oraria) per gli aeroporti civili e 5 minuti più tardi per quelli militari; le informazioni inserite si riferiscono all'osservazione effettuata nell'arco dei 10 minuti precedenti l'orario di emissione (ad esempio, l'osservazione dei dati riportati nel METAR delle 06.50 è stata fatta tra le 06.40 e le 06.50).
La figura professionale che emette il METAR è l'esperto assistenza al volo (EAV) e/o l'osservatore meteo (AMO) in servizio presso la stazione meteorologica.

## Informazioni contenute in un messaggio METAR
Il testo di un METAR contiene le seguenti informazioni, espresse in gruppi (stringhe) di caratteri alfanumerici:
1. il codice ICAO della località a cui il METAR si riferisce;
2. il giorno del mese e l'ora UTC di emissione;
3. la direzione (in gradi) e l'intensità del vento (in nodi, metri al secondo, chilometri orari seguiti rispettivamente dal suffisso "KT, MPS, KMH");
4. la visibilità prevalente e/o la visibilità minima rilevata orizzontalmente al livello del suolo (in metri);
5. i fenomeni del tempo presente (pioggia, neve, nebbia, foschia, ecc.) quando presenti;
6. la copertura dovuta alle nubi e l'altezza (in piedi) della base delle stesse;
7. le temperature (temperatura dell'aria e temperatura di rugiada) separate dal simbolo "/";
8. la pressione o QNH preceduta dalla lettera "Q".

- Il vento è descritto da tre cifre per la direzione e due per l'intensità: dddkk. Può anche comparire la dicitura VRB quando la direzione di provenienza cambia (in gergo "sbandiera") per un settore uguale o superiore a 60º e l'intensità del vento sia superiore a 3 kt, oppure la lettera G dopo l'intensità indicante le raffiche solo nel caso in cui la variazione della velocità del vento sia uguale o superiore di 10 kt rispetto alla velocità media del vento per una durata superiore ai 3 secondi, nel gruppo dddkkGkk (es. 04010G25kt), i primi due kk indicano la velocità media, e i secondi kk la velocità delle raffiche. Quando non è disponibile la misurazione si troverà l'espressione "/////kt";
- La visibilità viene indicata con quattro cifre VVVV. Con 9999 si indica una visibilità oltre i 10 km. Per visibilità tra 1.000 e 5.000 metri viene associato il fenomeno BR (foschia), per visibilità inferiori a 1.000 metri viene associato il fenomeno FG (nebbia). Se la visibilità dovesse essere inferiore ai 1.500 metri si inserisce l'RVR (runway visual range) portata visuale di pista che indica al pilota la visibilità in vari settori della pista di solito tre: le due testate e la metà.
- I fenomeni significativi hanno molte sigle; alle precedenti si possono aggiungere:
  - RA = rain = pioggia
  - TS = thunderstorm = temporale
  - SN = snow = neve
  - GR = grandine

e molti altri; inoltre vengono talvolta utilizzati i simboli + e - per indicare l'intensità.
- Le nubi vengono descritte con tre lettere e tre numeri NNNQQQ; le prime tre possono essere:
  - FEW = poche nubi, 1/8 o 2/8 di copertura;
  - SCT = scattered = nubi sparse, da 3/8 a 4/8 di copertura;
  - BKN = broken = copertura con squarci, cioè da 5/8 a 7/8 di copertura;
  - OVC = overcast = copertura totale 8/8.

Le tre cifre indicano l'altezza della base delle nubi in centinaia di piedi (un piede = 30,48 cm) riferita alla superficie della stazione meteo: se vogliamo capire con l'altimetro sul nostro aeromobile dove incontreremo le nuvole, una base delle nubi di 2.000 piedi di una stazione meteo al livello del mare sarà decisamente più bassa rispetto a una di 2.000 piedi per una stazione situata a 2.500 metri anche se sono tutte e due a 2.000 piedi. Inoltre possono comparire le diciture TCU = towering cumulus = cumulus congestus e CB = cumulonembi.
- In caso di visibilità oltre i 10 km, in assenza di nubi significative e di fenomeni del tempo presente, si usa CAVOK (Clouds And Visibility OK), escludendo in tal modo il gruppo visibilità e copertura delle nubi, ed assumendo quindi che la visibilità sia maggiore o uguale a dieci chilometri e che siano assenti coperture nuvolose significative.

In condizioni al di fuori del CAVOK, una presenza di nubi non operativamente significative verrà cifrata NSC (No Significant Cloud).
(es.: 7000 NSC oppure 4000 BR NSC).
- La temperatura è indicata con quattro cifre TT/DD, le prime due indicano la temperatura effettiva al suolo e le seconde il punto di condensazione del vapore acqueo presente nell'aria, cioè la temperatura al di sotto della quale si verificherà la sopraffusione (foschia, nebbia). Attraverso l'elaborazione di un algoritmo contenente il valore di queste temperature si può calcolare l'umidità relativa. Le temperature negative sono precedute da una M e non dal segno - che indica invece l'intensità dei fenomeni.
- La pressione è indicata con quattro cifre che indicano la pressione atmosferica dell'aeroporto riportata alla superficie del livello medio del mare, detta QNH, in hPa.

### Informazioni aggiuntive
Nella redazione del METAR è previsto, in coda all'osservazione, un campo RMK (remarks = si sottolinea) ove vengono inserite informazioni addizionali (con diffusione a carattere nazionale) come la copertura generale, la visibilità delle cime delle montagne, ecc.

### Caso particolare
Qualora si verifichino variazioni significative dei dati contenuti in un METAR emesso da una stazione che effettua riporti orari (ai 50' di ogni ora) verrà eseguito un aggiornamento tramite l'emissione di uno SPECI (usando gli stessi codici e criteri del METAR) e parallelamente uno SPECIAL che andrà a sostituire il MET REPORT.
Le stazioni che emettono i METAR ogni 30 minuti, invece, si limiteranno ad aggiornare il Met Report con lo Special, in quanto si considera che l'invio dei bollettini ogni mezz'ora è in grado di garantire una descrizione della situazione meteo sufficientemente accurata.

### Esempio
Il messaggio:
METAR LIME 151520Z 36010G21KT 4000 +RA BR BKN008 OVC020 10/10 Q1024 BECMG 0800 BCFG
ha il seguente significato:
- METAR: La parola indica che il messaggio include il tempo meteorologico attuale ed è un messaggio emesso regolarmente ogni ora o mezz'ora. La parola SPECI invece indica un messaggio emesso in modo speciale fuori dagli orari di abituale emissione (per esempio, in caso di cambiamenti improvvisi del meteo);
- LIME: Identificativo ICAO della stazione meteorologica, in questo caso, Bergamo Orio al Serio;
- 151520Z: I primi due caratteri indicano il giorno del mese alla quale il meteo seguente si riferisce, gli altri quattro indicano rispettivamente le ore e i minuti UTC alla quale è stata fatta la rilevazione (hhmm), la lettera Z indica che l'orario è UTC.
- 36010G21KT: Indicazione sul vento: i primi 3 caratteri indicano la direzione di esso dalla quale proviene, in gradi: in questo caso proviene esattamente da 360, cioè da Nord, seguono la velocità (10) secondo l'unità di misurazione riportata alla fine della stringa del vento (in questo caso nodi), viene aggiunta anche un'altra informazione nel mezzo (G21) che significa gusts to 21, ovvero "raffiche a 21", sempre secondo l'unità di misura indicata, ovvero nodi. Abbiamo quindi, vento da nord a 10 nodi con raffiche a 21 nodi;
- 4000: Visibilità orizzontale prevalente in metri;
- +RA BR: Osservazioni meteorologiche: + (forte) RA (pioggia), con foschia (BR);
- BKN008 OVC020: Informazioni sulla copertura nuvolosa, seguono 3 cifre che indicano l'altezza alla quale esse si trovano: in questo caso abbiamo cielo molto nuvoloso (da 5 a 7 ottavi di copertura) a 800 piedi, mentre una copertura totale (8/8) a 2000 piedi.
- 10/10: Indica le temperature, rispettivamente dell'aria e di rugiada all'aeroporto, misurate in Celsius. Più i due valori sono vicini, maggiore è l'umidità;
- Q1024: Valore di pressione (QNH), in hPa. In alcuni stati (ad esempio negli USA) è abituale misurare la pressione in InHg, ed antepongono al valore la lettera A (esempio A2992), che si pronuncia altimeter 2992;
- BECMG 0800 BCFG: Campo di TREND nel METAR, in questo caso indica che arriverà (BECMG) una visibilità minima di 800 metri (0800), con banchi (BC) di nebbia (FG).

## TAF
I TAF (Terminal Aerodrome Forecast) sono le previsioni del tempo di aeroporto espresse con lo stesso codice dei METAR contenenti informazioni su vento, visibilità, fenomeni e nuvolosità. Si suddividono in TAF corti, a scadenza entro le 9 ore con emissione ogni 3 ore, e TAF lunghi a scadenza tra le 24 e le 30 ore con emissione ogni 6 ore. I TAF contengono inoltre ulteriori informazioni, per esempio con la dicitura PROB30 e PROB40 indicano la probabilità in percentuale del verificarsi di un fenomeno, le diciture BECMG e TEMPO, seguite da un'indicazione di intervallo di tempo per indicare fenomeni temporanei più o meno lunghi, e la dicitura FM, seguita da un'indicazione di tempo, per indicare fenomeni particolari a partire da una certa ora.

## Rapporti meteorologici particolari
Sono rapporti particolari gli AIRMET emessi quando sono in corso fenomeni pericolosi per il volo a quote inferiori a FL150 (15.000 ft) in zone montane o FL100 (10.000 ft), segnalati anche dagli aeromobili stessi (attraverso gli AIREP), come forti turbolenze, temporali molto estesi, forti tempeste di polvere e di sabbia, nubi di ceneri vulcanica e attività vulcaniche pre-eruttive. Per quote superiori, di interesse chiaramente anche ai voli supersonici/transonici, avremo l'emissione dei SIGMET oltre che per i precedenti motivi anche per turbolenza moderata, cumulonembi, grandine e cenere vulcanica.
Eventuali messaggi vengono emessi per nevi (SNOWTAM) e presenza di uccelli (BIRDTAM) sull'aeroporto nel caso in cui possano interessare le attività connesse al volo.

## Tabella delle precipitazioni e dei fenomeni
Le precipitazioni e i fenomeni atmosferici sono descritti da una o più coppie di lettere scelte dalla tabella seguente:
| Sigla | Nome                            | Descrizione                                 |
| ----- | ------------------------------- | ------------------------------------------- |
| DZ    | Drizzle                         | Pioviggine                                  |
| RA    | Rain                            | Pioggia                                     |
| SN    | Snow                            | Neve                                        |
| SG    | Snow grains                     | Neve granulosa                              |
| IC    | Diamond dust                    | Polvere di diamante (cristalli di ghiaccio) |
| PL    | Ice Pellets                     | Pioggia gelata (granuli di ghiaccio)        |
| GR    | Hail                            | Grandine                                    |
| GS    | Small hail and/or Snow Grains   | Neve tonda                                  |
| BR    | Mist                            | Foschia                                     |
| FG    | Fog                             | Nebbia                                      |
| FU    | Smoke                           | Fumo                                        |
| VA    | Volcanic ash                    | Cenere vulcanica                            |
| DU    | Widespread dust                 | Polvere (su un'area estesa)                 |
| SA    | Sand                            | Sabbia                                      |
| HZ    | Haze                            | Caligine                                    |
| PO    | Well-Developed Dust/Sand Whirls | Mulinelli di polvere e sabbia               |
| SQ    | Squalls                         | Groppi                                      |
| FC    | Funnel cloud                    | Tornado o tromba marina                     |
| SS    | Sand storm                      | Tempesta di sabbia                          |
| DS    | Dust storm                      | Tempesta di polvere                         |

Ogni fenomeno può essere preceduto da
- - nel caso in cui il fenomeno sia debole
- + nel caso il fenomeno sia intenso
- nessun segno nel caso in cui il fenomeno sia moderato
- VC nel caso il fenomeno sia nelle vicinanze
- DSNT se il fenomeno è in distanza. L'uso di DSNT è comune in America e nei remarks, ad esempio nell'indicazione di fulmini.

e può essere preceduto anche da un descrittore:
| Sigla | Nome         | Descrizione        |
| ----- | ------------ | ------------------ |
| MI    | Shallow      | Strato sottile     |
| PR    | Partial      | Parziale           |
| BC    | Patches      | Banchi             |
| DR    | Low drifting | Sollevamento basso |
| BL    | Blowing      | Sollevamento alto  |
| SH    | Showers      | Rovesci            |
| TS    | Thunderstorm | Temporale          |
| FZ    | Freezing     | Congelante         |

L'ordine è

Intensità, Descrittore, Fenomeno

Quindi, per esempio, un METAR che descrive una pioggia (RA) leggera (-) con rovesci (SH) sarà:

-SHRA